# Герарди, Маффео
Маффе́о Гера́рди (итал. Maffeo Gherardi или Girardi); 1406 — 14 сентября 1492 — итальянский кардинал, Патриарх Венеции (1466—1492).

## Биография
Маффео Герарди родился в 1406 году в городе Венеции в богатой аристократической семье. Его отец был знатным венецианским вельможей, а мать происходила из знаменитого патрицианского рода Барбариго. В юности вступил в орден камальдулов в монастыре Святого Михаила на острове Мурано. Был рукоположён в священники (дата неизвестна). Впоследствии Герарди стал аббатом этого монастыря и руководил им 16 лет. После этого он был избран главой ордена камальдулов.
По существовавшему соглашению между Венецианской Республикой и Святым Престолом Патриарх Венеции избирался сенатом Республики и лишь затем утверждался папой. На очередных выборах в апреле 1466 года Герарди был избран шестым по счёту патриархом Венеции единогласным голосованием членов сената. Папа Павел II утвердил его кандидатуру 16 декабря 1468 года. Епископская хиротония состоялась 9 апреля 1469 года.
9 марта 1489 года папа Иннокентий VIII сделал Герарди кардиналом in pectore, то есть не объявляя об этом. При этом папа распорядился, что в случае его смерти до следующей консистории, имена кардиналов in pectore должны быть обнародованы, чтобы они смогли принять участие в очередном конклаве. 25 июля 1492 года Иннокентий VIII умер, а 3 августа Герарди был вызван в Рим, где коллегия кардиналов подтвердила его кардинальское достоинство. Он стал первым в истории патриархом Венеции, возведённым в кардиналы. Герарди участвовал в конклаве 1492 года, избравшего папу Александра VI, причём по некоторым данным его голос оказался решающим.
По завершении конклава выехал назад в Венецию, но по дороге заболел и не доехав до дома скончался в Терни 14 сентября 1492 года. Похоронен в Венеции в церкви Сан-Пьетро-ди-Кастелло.

## Упоминание у Радищева
В своей книге «Путешествие из Петербурга в Москву», Александр Радищев, рассуждая о цензуре, как «изобретении христианского священства», и о том, что «великие мысли рождают невежество», упоминает имя кардинала Герарди:

Книгопечатание родило ценсуру… В 1479 году находим древнейшее доселе известное дозволение на печатание книги. На конце книги под заглавием: «Знай сам себя», печатанной в 1480 году, присоединено следующее: «Мы, Морфей Жирардо, божиим милосердием патриарх венецианский, первенствующий в Далматии, по прочтении вышеописанных господ, свидетельствующих о вышеписанном творении, и по таковому же оного заключению и присоединённому доверению также свидетельствуем, что книга сия православна и богобоязлива». Древнейший монумент ценсуры, но не древнейший безумия!— «Путешествие из Петербурга в Москву» (1790)